# Hapoel Bet Sze’an
Hapoel Bet Sze’an (hebr. הפועל בית שא) – izraelski klub piłkarski, mający siedzibę w mieście Bet Sze’an.

## Historia
Klub został założony w 1953 roku i początkowo nazywał się Hapoel Bet Sze’an/Sede Nachum, gdyż był kontynuacją istniejącej wcześniej drużyny Hapoel Sede Nachum, która grała w czwartej lidze (Liga Bet). W 1970 roku drużyna awansowała do trzeciej ligi (Liga Alef), a w 1978 roku do drugiej ligi (Liga Artzit). Na koniec sezonu 1983/84 drużyna ponownie spadła do trzeciej ligi, ale w 1990 roku powróciła do drugiej ligi. Po kolejnym spadku, w 1993 roku powróciła do drugiej ligi i w 1994 roku awansowała do pierwszej ligi (wówczas Liga Leumit). Później drużyna zaczęła systematycznie spadać i w 2006 roku prowadziła rozgrywki w czwartej lidze. Pod koniec sierpnia drużyna rozwiązała się, jednak w 2010 roku ponownie zawiązała się pod nazwą Hapoel Mesilot.